# Alberto Mario González
Alberto Mario González (Buenos Aires; 21 de agosto de 1941-Buenos Aires; 25 de febrero de 2023), conocido por su apodo «Gonzalito», fue un futbolista y entrenador argentino.
Surgido de las inferiores del Club Atlético Atlanta, es reconocido por haber sido futbolista y pieza clave de Boca Juniors durante muchos años, su posición, wing izquierdo, hoy en día conocido como "extremo" le demandaba mucho sacrificio, ya que fue conocido en ese entonces por ser un "wing ventilador", es decir, que además de sus funciones ofensivas, se caracterizaba también por retroceder unos metros en el campo de juego y ser el enlace entre la línea de mediocampistas y la línea ofensiva. Junto con Carmelo Simeone y Norberto Menéndez le dio a Boca Juniors la cuota de fuerza y fútbol para llegar a la estrella de 1962.
Considerado un referente y uno de los jugadores más importantes del Club Atlético Boca Juniors en la década de 1960. Integró las filas del conjunto «xeneize» un total de ocho años y conquistó tres títulos, que incluyen los campeonatos de primera división de los años 1962, 1964 y 1965. Continuó su carrera en el Club Atlético Banfield para finalizar su carrera en la Unión Española de Chile.
Fue internacional absoluto con la selección nacional de Argentina llegando a disputar dos ediciones consecutivas de la Copa Mundial de Fútbol, tanto en Chile 1962 como en Inglaterra 1966.

## Trayectoria futbolística

### Inicios en Atlanta
Surgido de las inferiores club Atlanta de Villa Crespo, su debut se produjo en 1960. González se mantuvo en aquella institución poco tiempo llegando a disputar 48 partidos en un tanto de 2 temporadas. 

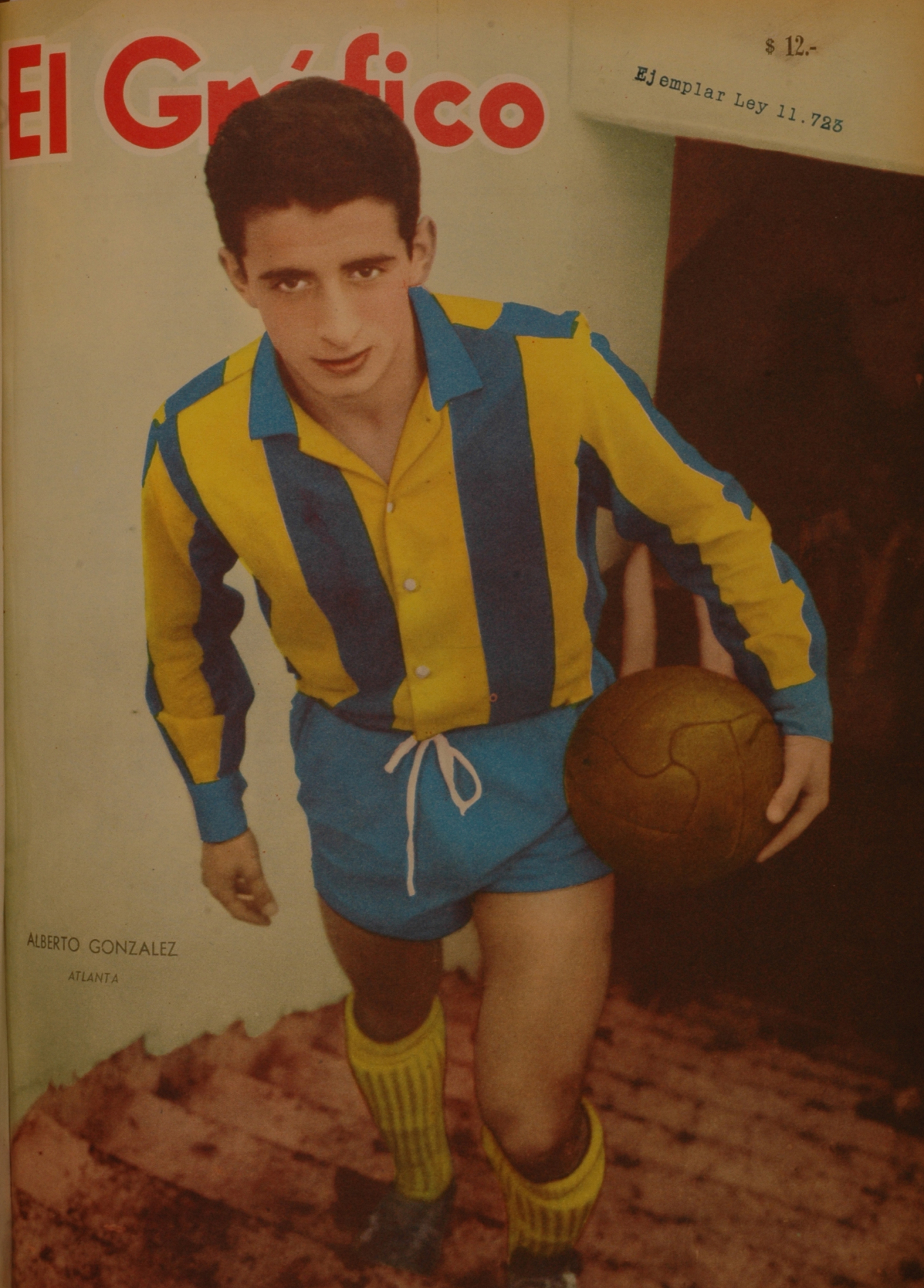
Alberto González como jugador de Atlanta en 1961.

### Boca Juniors
Arribó a Boca Juniors en 1962 y se convirtió rápidamente en el eslabón entre el mediocampo con los delanteros, siendo de esta manera un jugador fundamental en el esquema «xeneize» de por aquel entonces.
Apodado «Gonzalito» por la hinchada «xeneize» para identificarlo con una característica en el apodo, fue el cultor de puesto poco desarrollado en aquel entonces: «el ventilador», una especie de wing izquierdo que cumplía funciones defensivas, tales como la recuperación de pelota o la presión constante a los jugadores del equipo rival cuando se perdía la posesión, siempre con una gran cuota de sacrificio, que le daba “aire” a sus compañeros, especialmente a Antonio Rattín, que se encargaba de la contención del equipo.
Fue considerado un jugador irreemplazable del club en la década de 1960 y que fue vital para el bicampeonato que lograsen él y sus compañeros en 1964 y 1965, además de haberse consagrado campeón previamente en el año 1962.
Se despidió en 1969 del club de la Ribera con la cifra 204 partidos disputados desde 1961 hasta ese entonces, llegando a convertir en total 13 goles y consagrándose campeón en 3 oportunidades. 

### Banfield y Unión Española
Continuó su carrera en Banfield en carácter de préstamo donde se mantuvo a lo largo de dos años, hasta 1970 y finalmente se retiró de la actividad profesional en 1971 en Unión Española de Chile donde disputó 53 partidos a lo largo de dos temporadas .

### Estilo de juego
El jugador se desempeñaba como extremo izquierdo, sin embargo, hacía el recorrido completo por la banda cuando también bajaba a recuperar la pelota y "oxigenar" a sus compañeros, también se ofrecía como descarga. Se destacaba por su sentido táctico y la estrategia para someter y atacar rápidamente al rival.

## Trayectoria como entrenador
Tras haber dirigido a los juveniles en las Divisiones inferiores de Boca Juniors, en 1983 reemplazo de manera interina al técnico Miguel Ángel López en la goleada 5:1 frente a Instituto. En 1984 volvió a formar parte del cuerpo técnico del club en dupla con Ernesto Grillo.

## Selección nacional

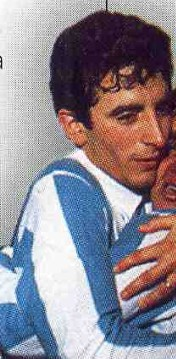
González con la Selección de fútbol de Argentina.

González se desempeñó como absoluto en la Selección Argentina a principios de 1961 llegando a disputar dos mundiales consecutivos, integrando el plantel de Chile 1962 e Inglaterra 1966. Su última convocatoria se produjo en el Campeonato Sudamericano de 1967 donde disputó los cinco partidos del certamen y consiguió el subcampeonato con Argentina.

### Participaciones en Copas del Mundo
| Mundial              | Sede       | Resultado        | Partidos | Goles |
| -------------------- | ---------- | ---------------- | -------- | ----- |
| Copa Mundial de 1962 | Chile      | Primera fase     | 1        | 0     |
| Copa Mundial de 1966 | Inglaterra | Cuartos de final | 4        | 0     |

### Participaciones en Copa América
| Torneo            | Sede    | Resultado  | Partidos | Goles |
| ----------------- | ------- | ---------- | -------- | ----- |
| Copa América 1967 | Uruguay | Subcampeón | 5        | 0     |

## Fallecimiento
Falleció el 25 de febrero de 2023 a la edad de 81 años en Buenos Aires. 
Recibió el pésame de la institución de Boca  como también de excolegas como Roberto Fornés.
Atlanta, club en donde se inició profesionalmente, le realizó un homenaje en la cancha dedicandole un minuto de silencio e invitando a su familia a recibir un reconocimiento muy sentido.

## Clubes
Datos actualizados al fin de la carrera deportiva.
| Atlanta Argentina                                                                                               |               |               |     |    |    |     |     |    |
| 1.ª | 1960          | 18            | 0   | -  | -  | 18  | 0   |    |
| 1.ª | 1961          | 30            | 7   | -  | -  | 30  | 7   |    |
| 1.ª | Total club    | 48            | 7   | 0  | 0  | 48  | 7   |    |
| Boca Juniors Argentina                                                                                          |               |               |     |    |    |     |     |    |
| 1.ª | 1962          | 28            | 1   | -  | -  | 28  | 1   |    |
| 1.ª | 1963          | 22            | 1   | 7  | 1  | 29  | 2   |    |
| 1.ª | 1964          | 27            | 4   | -  | -  | 27  | 4   |    |
| 1.ª | 1965          | 31            | 0   | 6  | 0  | 37  | 2   |    |
| 1.ª | 1966          | 29            | 3   | 2  | 0  | 31  | 3   |    |
| 1.ª | M-1967        | 18            | 3   | -  | -  | 31  | 3   |    |
| 1.ª | N-1967        | 15            | 0   | -  | -  | 15  | 0   |    |
| 1.ª | M-1968        | 12            | 1   | -  | -  | 12  | 1   |    |
| 1.ª | N-1968        | 7             | 0   | -  | -  | 7   | 0   |    |
| 1.ª | Total club    | 189           | 13  | 15 | 0  | 204 | 13  |    |
| Banfield Argentina                                                                                              |               |               |     |    |    |     |     |    |
| 1.ª | 1969          | 19            | 1   | -  | -  | 19  | 1   |    |
| 1.ª | Total club    | 19            | 1   | 0  | 0  | 19  | 1   |    |
| Unión Española · Chile                                                                                          |               |               |     |    |    |     |     |    |
| 1.ª | 1970          | 18            | 1   | -  | -  | 18  | 1   |    |
| 1.ª | 1971          | 27            | 6   | 8  | -  | 35  | 6   |    |
| 1.ª | Total club    | 45            | 7   | 8  | 0  | 53  | 0   |    |
| Total carrera                                                                                                   | Total carrera | Total carrera | 301 | 28 | 23 | 0   | 324 | 28 |
| (1) Incluye datos de la Copa Libertadores (1963, 1965, 1966, 1971). (2) No incluye goles en partidos amistosos. |               |               |     |    |    |     |     |    |

### Selección nacional
| Selección | Año   | Amistoso | Amistoso | Copa América | Copa América | Copa del Mundo | Copa del Mundo | Total | Total |
| Selección | Año   | PJ       | G        | PJ           | G            | PJ             | G              | PJ    | G     |
| --------- | ----- | -------- | -------- | ------------ | ------------ | -------------- | -------------- | ----- | ----- |
| Argentina | 1961  | 5        | 0        | -            | -            | -              | -              | 1     | 0     |
| Argentina | 1962  | 2        | 1        | -            | -            | 1              | 0              | 3     | 1     |
| Argentina | 1965  | 2        | 0        | -            | -            | -              | -              | 2     | 0     |
| Argentina | 1966  | -        | -        | -            | -            | 4              | 0              | 4     | 0     |
| Argentina | 1967  | -        | -        | 5            | 0            | -              | -              | 5     | 0     |
| Argentina | Total | 9        | 1        | 5            | 0            | 5              | 0              | 19    | 1     |

### Resumen estadístico
| Competición            | Encuentros | Goles | Promedio |
| ---------------------- | ---------- | ----- | -------- |
| Primera División       | 301        | 28    | 0,09     |
| Copas internacionales  | 23         | 0     | 0,00     |
| Selección de Argentina | 19         | 1     | 0,05     |
| Total                  | 343        | 29    | 0,08     |

## Palmarés

### Campeonatos nacionales
| Título           | Club         | País      | Año  |
| ---------------- | ------------ | --------- | ---- |
| Copa Suecia      | Atlanta      | Argentina | 1958 |
| Primera División | Boca Juniors | Argentina | 1962 |
| Primera División | Boca Juniors | Argentina | 1964 |
| Primera División | Boca Juniors | Argentina | 1965 |